# NGC 724
NGC 724 je galaksija u zviježđu Kit.

## Vanjske poveznice
- SEDS: NGC 724